# Lineær algebra
Lineær algebra er et område inden for matematikken, der beskæftiger sig med vektorrum og linære afbilledinger af disse. Dvs. sammenhængen mellem  linjer, planer og flerdimmensionelle størrelser. Lineær algebra bygger på de fem grundlæggende aksiomer i matematikken: Den  associative lov, den kommutative lov, den distributive lov samt det neutrale element og det modsatte element.
Lineær algebra beskæftiger sig, som navnet antyder, med lineære funktioner, som er kendetegnet ved funktioner af typen:
{\displaystyle a\cdot x_{1}+b\cdot x_{2}+c\cdot x_{3}+...+m\cdot x_{n}=\alpha }
Alle bogstaverne repræsenterer konstanter, og x'erne repræsenterer n variable, som varierer uafhængigt af hinanden. Enhver afvigelse herfra hører ikke under lineær algebra. Blot for at give et par eksempler kan nævnes polynomiske eller trigonometriske funktioner. Løsningen er almindeligvis et reelt tal.
Ud fra denne ene ligning er det naturligvis umuligt at sige noget om det enkelte x's værdi, men såfremt vi har flere ligninger med gengående variable, kan vi netop benytte den lineære algebra til at løse en masse ligninger med en masse ubekendte.
Et simpelt eksempel, som flere kender til, er to ligninger med to ubekendte:
Af de grundlæggende metoder findes der to forskellige måder at finde en værdi for x og y i dette tilfælde. 
- Substitutionsmetoden
- Lige store koefficienters metode

I substitutionsmetoden vil man først isolere den ene variabel for derefter at substituere udtrykket for denne ind i den anden ligning. Dermed har man en ligning med én ubekendt, og den skulle være lige til at løse, i hvert fald så længe det er lineært, som det jo udelukkende er her.
Man kunne også bruge lige store koefficienters metode, som går ud på, at man finder en fælles værdi for en af variablerne for dernæst at trække de to ligninger fra hinanden.
Dette går meget let, så længe vi har to ligninger med to ubekendte, men det bliver unægtelig noget af et arbejde med 10 ligninger med 10 ubekendte, men det findes der jo heldigvis råd for.
Lad os prøve at se på, hvordan to ligninger med to ubekendte vil se ud, når vi bruger lineær algebra.
{\displaystyle a\cdot x+b\cdot y=\alpha }
{\displaystyle c\cdot x+d\cdot y=\beta }
Her har vi et fuldstændig generelt tilfælde af to ligninger med to ubekendte. Der indføres nu et nyt begreb, der hedder matrix. En matrix er et talskema, som indeholder information om alle ligninger og alle ubekendte. En totalmatrix indeholder samtlige informationer om hele ligningssystemet, dvs. alle konstanterne foran variablerne og alle løsninger til hver enkelt ligning. 
"Alle konstanterne foran variablernes"-matrix kaldes koefficientmatrix. "Alle løsningner på ligningernes"-matrix kaldes højresiden.
Her er hhv. koefficentmatricen (se evt. matrixmultiplikation på siden matrix) og højresiden for vores to ligninger ovenfor.
Vores koefficentmatrix {\displaystyle {\begin{pmatrix}a&b\\c&d\end{pmatrix}}\cdot {\begin{pmatrix}x\\y\end{pmatrix}}} og vores højreside {\displaystyle {\begin{pmatrix}\alpha \\\beta \end{pmatrix}}}
Hertil skal det siges, at vores koefficientmatrix har 2 rækker og 2 søjler, imens vores højreside har 2 rækker og 1 søjle. En række er altså vandret, og en søjle er lodret.
Totalmatricen ville indeholde begge matricer i én matrix. Standardnotationen adskiller koefficientmatricen og højresiden med en lodret streg.
Lad os indsætte nogle tal og få udregnet et eksempel, så det hele (forhåbentlig) bliver lidt mere forståeligt.
{\displaystyle 1\cdot x+2\cdot y=7}
{\displaystyle 4\cdot x+1\cdot y=14}
Dette ligningssystem vil have følgende matrix:
Vores koefficentmatrix {\displaystyle {\begin{pmatrix}1&2\\4&1\end{pmatrix}}\cdot {\begin{pmatrix}x\\y\end{pmatrix}}} og vores højreside {\displaystyle {\begin{pmatrix}7\\14\end{pmatrix}}}
Som man måske har indset, står hhv. x'erne over hinanden og y'erne over hinanden i koefficientmatricen. Så det ideelle vil være, at vi har 1-taller i diagonalen, hvilket betyder, at vi har forkortet vores matrix så meget, at vi har et præcist tal for x, og et præcist tal for y.
Når man skal løse en matrix, er følgende regneoperationer tilladt:
- Ombytning af rækker
- (Ombytning af søjler)
- Gange en række med en skalar (et tal) forskellig fra nul
- Addere/subtrahere en række ganget med en skalar til en anden række

Ombytning af søjler står i parentes, da det strengt taget aldrig bliver nødvendigt og oftest lægger op til forvirring, da man skal holde styr på, hvilke variable der står hvor. Det er dog fuldt lovligt.
1. Man skriver først totalmatricen op (stregen, som adskiller koefficientmatrix og højreside, udebliver i disse eksempler).
2. Da man ønsker at skaffe 1-taller i diagonalen og har ét 1-tal stående i øverste venstre hjørne, er man altså umiddelbart godt tilfreds; nu skal der kun dannes nuller i resten af søjlen. Det gør man ved at trække fire gange første række fra anden række.
3. For at skaffe 1-taller i diagonalen vil det letteste nu være at gange anden række med -(1/7), så det gør vi.
4. Nu trækkes 2 gange række 2 fra række 1, hvilket er den sidste regneoperation. For som man kan se, er der 1-taller i diagonalen i koefficientmatricen.

{\displaystyle {\begin{pmatrix}1&2&7\\4&1&14\end{pmatrix}}\sim }
{\displaystyle {\begin{pmatrix}1&2&7\\0&-7&-14\end{pmatrix}}\sim }
{\displaystyle {\begin{pmatrix}1&2&7\\0&1&2\end{pmatrix}}\sim }
{\displaystyle {\begin{pmatrix}1&0&3\\0&1&2\end{pmatrix}}}
Den første søjle var som tidligere nævnt x'erne, og den anden søjle var y'erne. Dermed har vi:
{\displaystyle 1\cdot x+0\cdot y=3\Leftrightarrow x=3}
{\displaystyle 0\cdot x+1\cdot y=2\Leftrightarrow y=2}

## Begreber inden for lineær algebra
- Matrix
- Linearkombination
- Determinant
- Symmetrisk matrix
- Jacobi-metoden
- Gauss–Seidel-metoden